# نولان جميل
نولان جميل (الاسم العلمي:Nolana pulchella) هو نوع نباتي يتبع جنس النولان من فصيلة الباذنجانية.